# 安曇節

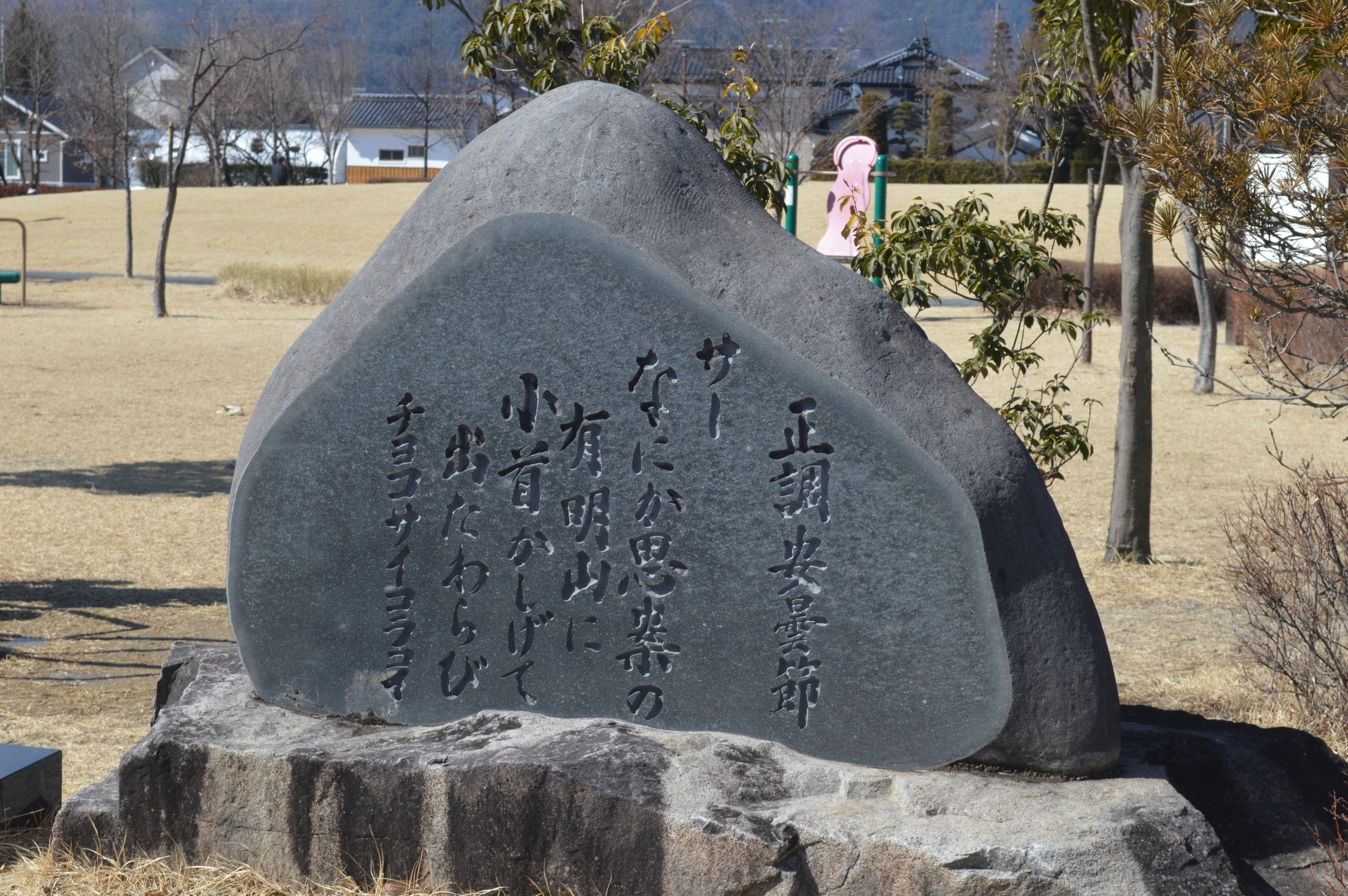
松川中央公園にある正調安曇節の歌碑

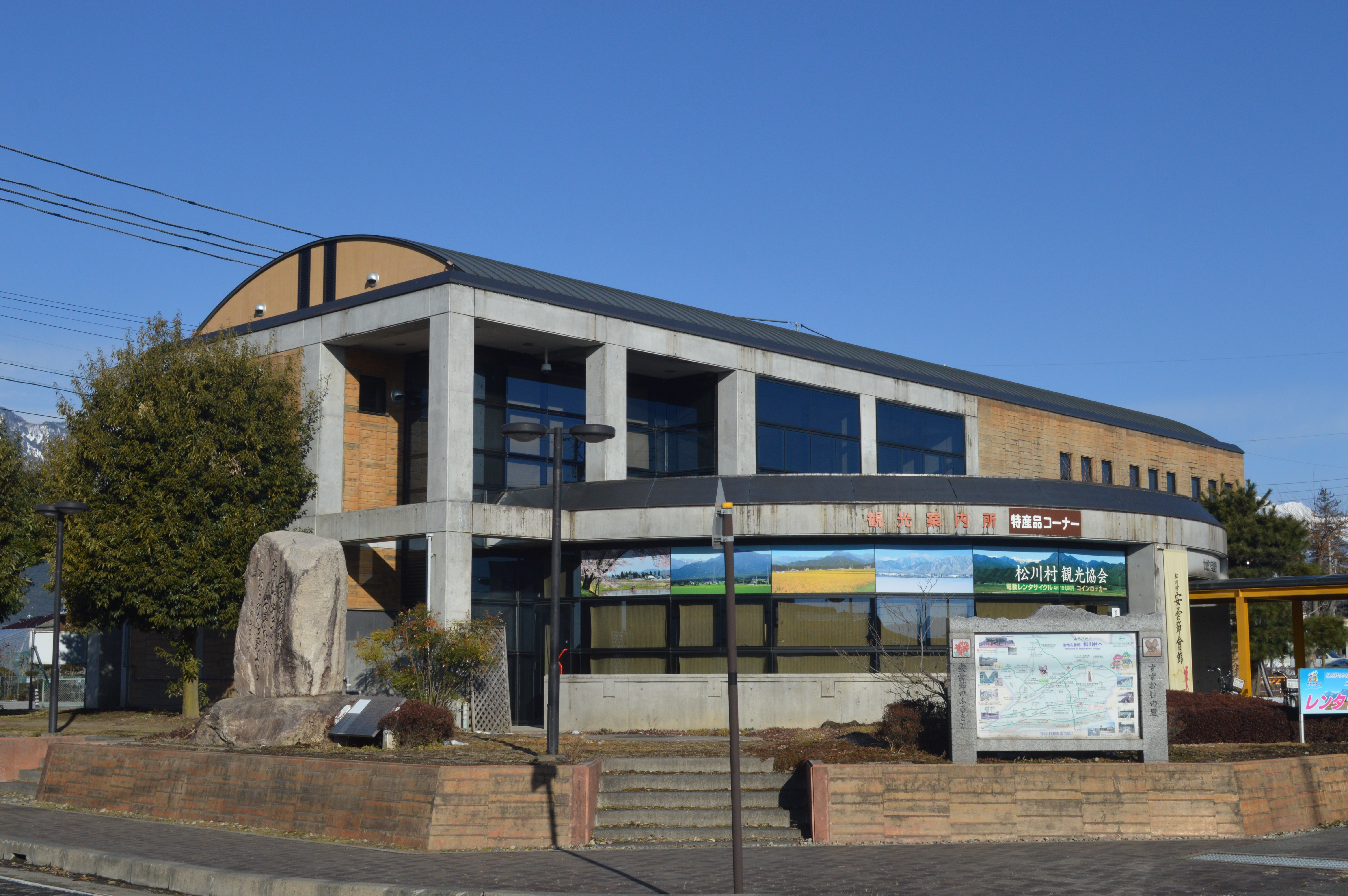
安曇節会館

安曇節（あずみぶし）は日本の長野県安曇野を発祥とする民謡。新民謡に分類される。北アルプスのふもとに広がる安曇野の田園風景、人々の生活を唄と踊りによって表現したものである。七・七・七・五の歌詞を基調とし、踊りとあわせて演ぜられる。

## 概要
安曇野に江戸時代から伝わる土着の民謡（例えば『安曇盆唄』、『チョコサイ』、『野手唄』）を、松川村の医師・榛葉太生が収集、編曲して、1923年(大正12年)に発表した。
安曇節が創作された当時、深刻な不況で農村が疲弊し、とりわけ小作農民の生活は悲惨であった。そのような暗い世相の中で明るく祖国愛、郷土愛を育てていこうと編曲者の榛葉が願ったことがきっかけであった。また地域の盆踊り唄や仕事唄が衰退しつつあり、良いものを残していきたいと榛葉が願ったことも動機のひとつであった。大正時代の半ば、郷土意識の高まりつれて、長野県北西部の安曇野でも短歌や小説などの文化活動が盛んになっていた。榛葉が注目したのは民謡であった。歌に合わせて踊る民謡は民衆の実生活がそのまま映し出され、多くの人々に共感を及ぼしうると考えたことによる。
最初に発表された安曇節は、現在、豊科調と呼ばれる流れのものである。榛葉太生は完成度に満足することなく、1925年に『正調安曇節』を発表した。歌詞はほとんど変わらないが、正調は歌詞の最初に「サー」がつき、豊科調にはつかない。リズムやテンポにはそれぞれ特徴があり、正調と豊科調に比べゆっくりと進み、アクセントや抑揚がつけられている。踊りにも違いがあり、正調は24動作、豊科調は20動作である。
歌詞については特定個人が作ったものではなく、一部については以前からあった歌詞を用いたものの、大部分は地域から歌詞を公募する形を取った。その結果、そのレパートリーは数万を数えるという。1983年には正調安曇節が松川村の無形文化財に指定された。
「安曇節保存会」の会員によれば、安曇節は同会の会員の高齢化により存続が危ぶまれているとした。一方で、同村の松川小学校で上演された、創作者の榛葉太生の生涯をモチーフにした演劇のように、安曇節の伝統を繋ぐ試みも行われており、後継者の育成もはかられている。2016年4月5日には、JR大糸線信濃松川駅前のセピア安曇野に安曇節会館が開設された。松川村では、小学校の全校児童が運動会で安曇節を踊り、安曇節の起こりを学習している。